# 1973年智利政變
1973年智利政變（西班牙語：Golpe de Estado en Chile de 1973）是指發生於1973年9月11日的一場推翻时任智利總統薩爾瓦多·阿連德的軍事政變。結果阿連德遇害，由皮諾契特將軍繼任實行獨裁統治至1990年。此次政變被視為冷戰期間，美蘇雙方在智利相互角力的象徵。

## 發生背景

### 1970-1973年智利政治动向
於1970年所舉行的總統選舉中，立場偏社會主義的左翼政黨联盟“人民团结”候選人萨尔瓦多·阿连德，在三位候選人中以36.3%得票率居冠，由於並未超過半數，依當時智利憲法規定，將由國會進行最終投票決定。
10月22日，就在國會投票的前幾天，施奈德將軍遭到射擊受重傷，於26日不治身亡。此事引發朝野各政黨達成決心，盡快完成投票，結果在基督教民主联盟與人民团结合作下，阿連德獲得壓倒性勝利，正式當選為智利第29任總統。
1925年智利宪法不允许一个人连任总统。因此，现任总统爱德华多·弗雷·蒙塔尔瓦没有资格成为候选人。中央情报局的“第一轨道”行动是一项影响国会选择亚历山德里的计划，亚历山德里将在任职不久后辞职，迫使举行第二次选举。弗雷将有资格参选。亚历山德里于9月9日宣布，如果国会选择他，他将辞职。阿连德签署了《宪法保障法》，该法规定，他在担任总统期间将遵守宪法，努力争取对其候选人资格的支持。国会随后对阿连德做出了决定。美国担心该地区“运作良好的社会主义实验”的例子，并对智利民选社会主义政府施加了外交、经济和秘密压力。1971年底，古巴总理菲德尔·卡斯特罗对智利进行了为期四周的国事访问，这让担心“智利社会主义道路”的美国观察家们感到震惊。
1972年，经济部长佩德罗·武斯科维奇（Pedro Vuskovic）采取了货币政策，增加了流通货币的数量，使埃斯库多贬值，这使通货膨胀率在1972年上升到140%，并产生了黑市经济。1972年10月，智利出现了许多罢工中的第一次。参与者包括小规模商人、一些专业工会和学生团体。它的领导人——维拉林、哈伊梅·古斯曼、拉斐尔·昆西莱、吉列尔莫·埃尔顿、爱德华多·阿里亚加达——预计将推翻民选政府。除了破坏国民经济外，为期24天的罢工主要影响是将陆军总司令卡洛斯·普拉茨将军吸引到政府担任内政部长，这是对右翼势力的安抚。接替被暗杀的勒内·施奈德将军（施奈德于1970年10月22日被罗伯托·维奥克斯将军领导的一个团体枪杀，中央情报局没有试图阻止该行动，他于三天后去世。）普拉茨将军支持法治主义的施耐德信条，拒绝军事参与反对阿连德总统的政变。
尽管经济衰退，阿连德总统的人民团结联盟在1973年3月的议会选举中将投票率提高到43.2%；但是，到那时，人民团结和基督教民主党之间的非正式联盟已经结束。基督教民主党与反对阿连德政府的右翼国民党结盟；两个右翼政党组成了民主联盟（CODE）。立法部门和行政部门之间自相残杀的议会冲突使政府的活动瘫痪。
阿连德开始畏惧他的对手，确信他们正在密谋暗杀他。他利用女儿贝阿特丽斯作为信使，向菲德尔·卡斯特罗解释了情况。卡斯特罗给出了四条建议：说服技术人员留在智利，只以美元出售铜，不要实行极端的革命行为，这会给对手一个破坏或夺取经济控制权的借口，并与智利军方保持适当的联系，直到当地民兵组织能够建立和巩固。阿连德试图遵循卡斯特罗的建议，但后两项建议被证明是困难的。

### 政变前军方动向
政变前，智利军队自20世纪20年代以来经历了一个去政治化的过程，当时军官担任内阁职务。随后，大多数军官的资金不足，只有维持生计的工资。由于工资低，军队在军事休闲设施（如乡村俱乐部）度过了很多时间，在那里他们会见其他军官及其家人。军队与社会保持着距离，在某种程度上是一个内婚制群体，因为军官经常与同志的姐妹或高级军官的女儿结婚。许多军官在军队中也有亲属。1969年，军方人员参加了塔克纳索起事，这是他们40年来的第一次叛乱。塔克纳索不是一场真正的政变，而是对资金不足的抗议。:28追溯过去，卡洛斯·普拉茨将军认为是1969年执政的基督教民主党人犯了错误，没有认真对待军方的不满。:29
在整个20世纪60年代，巴西（1964年）、阿根廷（1966年）、秘鲁（1968年）和玻利维亚（1969年）的政府在美国支持的政变中被推翻，取而代之的是军政府。:351973年6月，乌拉圭加入了席卷该地区的政变浪潮。智利军队的恶劣条件与邻国军队在政变中掌权时经历的命运变化形成鲜明对比。:35
在政变前的几十年里，军方在各种合作项目的背景下受到了美国反共意识形态的影响，包括美国美洲陆军学校。

## 危机
1973年6月29日，罗伯托·索佩尔上校率领坦克团包围了拉莫内达总统府，但未能推翻阿连德政府。那场失败的政变——被称为坦克塔索（坦克政变）——是由民族主义的“祖国与自由”准军事组织组织的。
1973年8月，发生了一场宪法危机；最高法院公开抱怨政府无力执行土地法。8月22日，基督教民主党与众议院的国民党联合指责政府违宪，并呼吁军方执行宪法秩序。
几个月来，政府一直担心会召见智利卡宾枪骑兵国家警察，怀疑他们不忠。8月9日，阿连德任命卡洛斯·普拉茨将军为国防部长。1973年8月24日，他被迫辞去国防部长和陆军总司令的职务，因为亚历杭德里娜·考克斯事件和将军们的妻子在他家举行的公开抗议而感到尴尬。奥古斯托·皮诺切特将军于同日接替他出任陆军总司令。1973年8月下旬，10万名智利妇女聚集在宪法广场，抗议政府不断上涨的成本和日益严重的食品和燃料短缺，但她们被催泪瓦斯驱散。

### 智利众议院决议
1973年8月23日，在基督教民主党和国民党成员的支持下，众议院通过了一项81-47的决议，要求“共和国总统、国务部长以及武装和警察部队成员”“立即停止”“违反宪法的行为……目的是将政府活动转向法律道路，确保我们国家的宪法秩序，以及智利人民主共存的基本基础”。
该决议宣布，阿连德政府寻求“征服绝对权力，其明显目的是使所有公民受到国家最严格的政治和经济控制……[以]建立极权主义制度”，声称它已经“违反宪法……成为一种永久的行为体系”。从本质上讲，大多数指控都是关于政府无视权力分立，并将立法和司法特权据为己有。最后，该决议谴责“建立和发展受政府保护的武装团体，这些团体……正走向与（正规）武装部队的对抗”。阿连德总统重组军队和警察部队的努力被描述为“臭名昭著的企图，即利用武装部队和警察部队达到党派目的，摧毁其制度等级，并在政治上渗透其队伍”。
可以说，该决议呼吁武装部队在政府不遵守规定的情况下推翻政府，如下：“向共和国总统、国务部长以及武装部队和警察部队成员报告法律和宪法秩序的严重崩溃……他们有责任立即结束文中提到的所有违反宪法和国家法律的情况，目的是将政府活动转向法律之路”。皮诺切特后来利用该决议为两周后发生的政变辩护。

### 萨尔瓦多·阿连德的回应
1973年8月24日，即决议通过两天后，阿连德作出回应。他指责反对派试图通过鼓励武装部队违抗文职当局来煽动军事政变。他将国会的宣言描述为“注定会损害国家在国外的声望，造成国内混乱”，并预测：“这将助长某些部门的煽动意图。”他指出，该宣言（在众议院以81比47通过）没有获得参议院三分之二的多数票，“宪法要求”判定总统滥用权力，因此国会“援引武装部队和秩序的干预来反对民主选举的政府”，并“将国家主权的政治代表置于武装机构之下，武装机构既不能也不应该承担政治职能或代表民意。”
阿连德辩称，他遵守了宪法规定，将军人纳入内阁，为公民和平与国家安全服务，捍卫共和国机构免受叛乱和恐怖主义的侵害。相比之下，他说，国会正在推动政变或内战，其宣言中充满了事先已被驳斥的肯定，在实质和程序上（直接交给部长而不是交给总统）违反了当时现行宪法的十几条条款。他进一步辩称，立法机构正在篡夺政府的行政职能。
阿连德写道：“智利民主是全体人民的征服。它既不是剥削阶级的工作，也不是他们的礼物，它将由那些用几代人积累的牺牲强加给它的人来捍卫……问心无愧……我坚持认为，智利从未有过比我有幸主持的政府更民主的政府……我郑重重申，我决定发展民主和法治，以实现其最终结果……国会已经成为反对变革的堡垒……并尽其所能扰乱财政和机构的运作，扼杀所有创造性的举措。”他补充说，需要经济和政治手段来缓解该国当前的危机，国会正在阻挠上述手段；他们已经让国家瘫痪，并试图摧毁它。他最后呼吁工人和所有民主人士和爱国者与他一起捍卫智利宪法和革命进程。

## 准备
7月中旬，在众议院通过决议的一个月前，陆军最高指挥部的核心就终止人民团结“实验”的可取性达成了普遍共识。如何做到这一点仍然模糊不清。宪法将军们聚集在陆军总司令卡洛斯·普拉茨将军周围，面临着陆军内部日益强硬的反阿连德派系的压力。普拉茨提出了阿连德武装部队政府的想法，包括与基督教民主党签订“政治和平条约”，限制智利共产党和一群社会党的参与。普拉茨认为，“只有这样，我们才能防止极端主义工人叛乱。”这一想法得到了华金·拉各斯·奥索里奥、埃尔曼·布拉迪·罗切、华盛顿·卡拉斯科·埃尔南德斯、艾克托尔·布拉沃·穆诺斯、马里奥·塞普尔韦达、吉列尔莫·皮克灵和奥兰多·乌尔维纳·埃雷拉将军的支持，但有所不同。虽然拉各斯-奥索里奥和乌尔维纳-埃雷拉并不反对普拉茨的计划，但其他五位将军认为阿连德武装部队政府应该是“过渡性的”和“短期的”，为“包括宪兵在内的纯粹军事政府”创造条件。由奥斯卡·博尼拉、塞尔吉奥·阿雷利亚诺·斯塔克和哈维尔·帕拉西奥斯将军组成的强硬派组成了另一个团体，奥古斯托·皮诺切特加入了该团体，该团体认为阿连德武装部队阶段是不必要的。
政变当天，唯一忠于智利宪法的高级军官是海军上将蒙特罗和卡宾枪将军塞普尔韦达。

## 国外介入

### 美国
全球許多人隨即想到美國扮演的角色，但在早先的新聞報導，美國否認任何介入政變的說法。《紐約時報》一篇引人注目的文章促使美國參議院對美國可能對智利的干預進行了調查。2000年在國家情報體系的指導下編寫的一份報告與丘奇委員會相呼應，指出：
儘管CIA並未發起1973年9月11日終止阿連德政府的政變，但它知道軍方的政變，並與一些密謀者保持著情報收集關係，而且-因為CIA並不阻止接管並試圖煽動1970年的一次政變-似乎可以原諒。
 報告指出，中央情報局“在阿連德被推翻後積極支持軍政府，但沒有協助皮諾切特出任總統。” 在回顧了尼克松和亨利·基辛格之間的電話通話記錄後，羅伯特·達萊克得出結論，他們倆都利用中央情報局積極破壞了阿連德政府的穩定。在一場關於阿連德被推翻新聞的特別談話中，基辛格抱怨說，人們對美國在推翻“共產主義”政府中的作用缺乏認識，尼克森在講話中說：“好吧，我們沒有-正如你所知-這隻手沒有露手。”中央情報局後來的一份報告稱，美國特工與智利軍方保持著密切聯繫，以收集情報，但沒有做出任何努力來協助他們，並且“在任何情況下都不會試圖影響他們”。
歷史學家彼得·溫恩在政變中發現了美國同謀的“廣泛證據”。他指出，秘密支持對政變的策劃以及接管後皮諾切特政權鞏固權力至關重要。溫恩記錄了中央情報局的一項大規模行動，編造了對阿連德發動政變的報導，以此作為實施軍事統治的理由。彼得·科恩布魯（Peter Kornbluh）斷言，中央情報局動用了克林頓政府解密的文件，破壞了智利的穩定並為政變創造了條件。其他作家指出國防情報局的介入，據稱該機構的特工已獲得用於轟炸拉莫內達宮的飛彈。
美國政府對1970年智利阿連德大選的敵意在柯林頓政府時期解密的文件中得到了證實，這些文件表明，中情局的秘密特工被插在智利，是為了防止馬克思主義政府的產生並傳播反政府分子。阿連德的宣傳。如教會委員會的報告所述，中央情報局參與了多個計劃，目的是罷免阿連德，然後讓智利人參加新的選舉，而他不會成為候選人。第一種非軍事方法涉及試圖進行政變。這被稱為“第一軌道”方法，由中央情報局（CIA）在40個委員會的批准下試圖賄賂智利立法機關，試圖影響輿論反對阿連德，並為旨在迫使他辭職的罷工提供資金。它還試圖讓國會確認豪爾赫·亞歷山德里為總統選舉的獲勝者。亞歷山德里是這個陰謀的助手，他準備辭職並要求進行新的選舉。這種方法在1970年完全失敗，沒有再嘗試過。
中央情報局在1970年的另一種方法（但不晚於此），也稱為第二軌道方法，是試圖通過在全國範圍內製造危機氣氛來鼓勵軍事政變。中央情報局給智利駐地的電報說：“堅定和持續的政策是，阿連德被政變推翻。最好在10月24日之前出具這筆付款，但在此之後將繼續大力開展這方面的工作。為此，我們將繼續利用一切適當的資源產生最大的壓力。必須秘密，安全地執行這些行動，以使USG和美國的手被很好地隱藏起來。”錯誤標誌特工聯繫了智利高級軍官，並告知他們美國將積極支持政變，但如果不發動政變，美國將撤銷所有軍事援助。另外，中央情報局廣泛地支持了對艾倫德的黑人宣傳，主要是通過埃爾·墨丘里奧進行的。還向阿連德的政治反對派提供了財政援助，並為組織罷工和動亂動搖了政府的穩定。到1970年，美國製造公司ITT Corporation擁有Chitelco（智利電話公司）70％的股份，並且還資助了El Mercurio。中央情報局使用ITT作為掩蓋阿連德反對派非法資金來源的手段。數年後的1973年9月28日，ITT在紐約市的總部遭遇炸彈襲擊。
根据中央情报局终身特工杰克·迪瓦恩撰写的一篇文章，尽管有广泛报道称中央情报局直接参与了政变的策划和实施，但随后公布的消息来源表明，美国政府的作用大大减弱。

### 英国
2020年9月，记者约翰·麦克沃伊在《解密英国》上撰文称，英国政府也干涉了智利的民主：
在哈罗德·威尔逊（1964-1970）的工党政府领导下，外交部的一个秘密部门在智利发起了一场宣传攻势，旨在阻止智利社会主义领袖阿连德在1964年和1970年的两次总统选举中获胜。
该部门——信息调查部（IRD）——收集旨在损害阿连德并为其政治对手提供合法性的信息，并向智利社会中有影响力的人物分发材料。

IRD还与美国政府分享了有关该国左翼活动的情报。圣地亚哥的英国官员协助了一家中央情报局资助的媒体组织，该组织是美国推翻阿连德的广泛秘密行动的一部分，最终导致了1973年的政变。

### 澳大利亚
1971年7月，应中央情报局的要求，并经当时的自由党外交部长威廉·麦克马洪授权，在智利的澳大利亚大使馆设立了澳大利亚秘密情报局（ASIS）站点。新当选的工党总理高夫·惠特拉姆于1973年2月获悉这一行动，并在几周后签署了一份文件，下令结束该行动。然而，似乎最后一名ASIS特工直到1973年10月才离开智利，也就是政变推翻阿连德政府一个月后。在此期间，澳大利亚国内安全局澳大利亚安全情报组织（ASIO）的两名官员在圣地亚哥担任移民官员。未能及时闭锁澳大利亚的秘密行动是1975年10月21日秘密情报局局长被解职的原因之一。该法案于11月7日生效，就在1975年澳大利亚宪政危机中，惠特拉姆总理因被指控中央情报局政治干预而被解职的四天前。
2021年6月，前情报分析员克林顿·费尔南德斯宣布，他正试图通过争取关键文件的解密来证实澳大利亚参与政变的传言。2021年9月10日，政变48周年纪念日的前一天，解密文件证实，麦克马洪确实批准了中央情报局在智利开展秘密行动的请求。根据文件，ASIS在圣地亚哥设立了一个监视部门，作为中央情报局抹黑阿连德政府的更广泛行动的一部分。

## 军事行动
1973年9月11日早上6点，海军占领了瓦尔帕莱索，在中央海岸战略性地部署了船只和海军陆战队步兵，并关闭了广播和电视网络。省长向阿连德总统通报了海军的行动；总统立即带着他的保镖“私人朋友小组”（GAP）前往总统府。到上午8点，军队已经关闭了圣地亚哥市的大多数广播电台和电视台；空军轰炸了剩余的现役电台；总统收到的信息不完整，他确信只有海军的一个部门密谋反对他和他的政府。
阿连德总统和国防部长奥兰多·莱特里埃尔无法与军方领导人沟通。海军司令、阿连德的忠实拥护者蒙特罗上将被单独监禁；政变前，他的电话服务被切断，他的汽车被蓄意破坏，以确保他无法挫败反对派。海军的领导权被移交给政变策划者、蒙特罗上将的执行官何塞·托里维奥·梅里诺。陆军将军奥古斯托·皮诺切特和空军将军古斯塔沃·雷没有接听阿连德给他们的电话。武警部队总指挥何塞·玛丽亚·塞普尔韦达和调查警察局长（便衣侦探）阿尔弗雷多·霍伊尼昂特接听了阿连德的电话，立即前往拉莫内达总统府。当国防部长莱特里埃尔抵达由帕特里西奥·卡瓦哈尔上将控制的国防部时，他作为政变的第一名囚犯被捕。
尽管有证据表明智利武装部队的所有分支都参与了政变，但阿连德希望一些部队仍然忠于政府。阿连德深信皮诺切特的忠诚，他告诉记者，政变领导人一定是监禁了这位将军。直到上午8点30分，当武装部队宣布控制智利并罢免阿连德时，总统才意识到军方叛乱的严重性。尽管没有任何军事支持，阿连德拒绝辞职。
大约9点，拉莫内达宫的卡宾枪骑兵队离开了大楼。到上午9点，武装部队控制了智利，但首都圣地亚哥市中心除外。阿连德拒绝投降，尽管军方宣布，如果他拒绝被罢免，他们将轰炸拉莫内达总统府。社会党和他的古巴顾问向阿连德提议，让他逃到圣地亚哥南部的圣华金工业区，稍后重组并领导反政变；总统拒绝了这一提议。根据塔尼亚·哈默的说法，阿连德拒绝领导反对政变的叛乱，这证明了他通过非暴力手段实现变革的不懈愿望。军方试图与阿连德进行谈判，但总统拒绝辞职，理由是他有宪法义务继续任职。最后，上午10时30分，阿连德发表了告别演讲，向全国人民讲述了政变以及他在受到威胁的情况下拒绝辞去民选职务。
雷下令轰炸总统府，但被告知空军的霍克猎手喷气式飞机将需要40分钟才能从康塞普西翁基地抵达。皮诺切特命令塞尔吉奥·阿雷亚诺将军率领的装甲和步兵部队向拉莫内达总统府推进。当部队前进时，他们在遭到栖息在屋顶上的GAP狙击手的射击后被迫撤退。阿雷亚诺将军呼吁智利陆军美洲狮直升机中队指挥官提供武装直升机支援，部队得以再次推进。智利空军飞机很快抵达为袭击提供近距离空中支援（通过轰炸宫殿），但守军直到下午2:30才投降。最初的报道称这位65岁的总统在与部队作战时死亡，但后来警方消息称他自杀了。
在阿连德自杀之前，他最后一次向全国发表讲话，表达了对智利未来的希望，并希望人民保持坚强的意志，克服黑暗。他用自己的话说：“我的国家的工人，我对智利及其命运充满信心。其他人将克服叛国占上风的黑暗和痛苦时刻。请记住，不久之后，伟大的道路将再次打开，自由人民将通过这条道路建设一个更美好的社会。智利万岁！人民万岁！工人万岁！”

## 伤亡

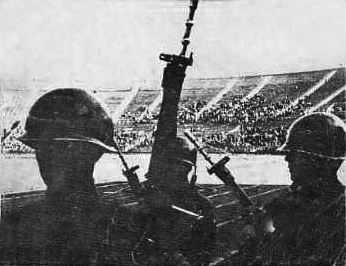
政变后，国家体育场的设施被用作拘留和酷刑中心

政变后的头几个月，军方杀害了数千名智利左翼人士，包括真实的和可疑的左翼人士，或强迫他们“失踪”。军方在智利国家体育场监禁了4万名政敌；在被折磨和杀害的失踪者中，有美国公民查尔斯·霍尔曼和弗兰克·特鲁吉。1973年10月，智利词曲作者维克多·哈拉和其他70人在行刑队“死亡大篷车”（Caravana de la Muerte）的一系列杀戮中被谋杀。
政府在三年内逮捕了约13万人；在军政府成立的最初几个月里，死亡和失踪的人数达到了数千人。
其中包括英国医生希拉·卡西迪，她幸存下来，在英国宣传智利侵犯人权的行为。被拘留者中包括空军官员阿尔贝托·巴切莱特（未来智利总统米歇尔·巴切莱特的父亲）；他于1974年3月12日被折磨致死，右翼报纸《信使报》报道称，巴切莱特先生在一场篮球赛后去世，理由是他的心脏健康状况不佳。1975年1月10日，米歇尔·巴切莱特和她的母亲在格里马尔迪别墅拘留和酷刑中心被监禁并遭受酷刑。
皮诺切特将军在1988年公民投票中输掉选举后，多党派真相委员会雷蒂格委员会于1991年报告了酷刑和拘留中心的位置，其中包括尊严之家、高桅帆船翡翠号和维克多·哈拉体育场。后来，在2004年11月，《巴雷奇报告》证实死亡人数不到3,000人，并减少了强迫失踪案件的数量；但约有28,000人被捕、监禁和遭受酷刑。9月11日的战斗直接导致60人死亡，尽管MIR和GAP在第二天继续战斗。据报道，阿连德的卫队（Grupo de Amigos Personales）共有46人被杀，其中一些人是在与夺取拉莫内达宫的士兵作战时被杀的。然而，一个在政变前后幸存下来的前GAP组织于1999年发表的一份报告称，GAP成员中无人在拉莫内达的战斗中丧生。来文方确认，当时GAP总共只有50名成员。关于GAP成员数量的相同信息后来在一份学术出版物中得到了证实。
根据乔纳森·哈斯拉姆（Jonathan Haslam）2005年的一本书，阿连德在古巴训练的警卫在政变时将有大约300名受过精英突击队训练的GAP战士，但使用野蛮的军事力量，特别是使用霍克猎手，可能会使许多GAP战士无法采取进一步行动。在霍克猎手袭击阿连德在托马斯莫罗的住所期间，一些GAP成员就是这种情况。
根据民主回复后准备的官方报告，在拉莫内达宫只有两人死亡：总统阿连德和记者奥古斯托·奥利瓦雷斯（均自杀）。另有两人受伤，安东尼奥·阿吉雷和奥斯瓦尔多·拉莫斯，两人都是阿连德总统的随行人员；据称，他们后来在医院被绑架并失踪。2006年11月，美联社指出，政变期间有15名以上的保镖和助手被带出宫殿，至今下落不明；2006年，奥古斯托·皮诺切特因两人死亡而被起诉。
军方有34人死亡：两名陆军中士、三名陆军下士、四名陆军列兵、两名海军中尉、一名海军下士、四个海军学员、三名海军应征入伍者和十五名武警。9月中旬，智利军政府声称其部队在扫荡阿连德支持者的行动中有16人死亡，100人受伤，皮诺切特说：“遗憾的是，仍有一些武装团体坚持袭击，这意味着战时的军事规则适用于他们。”一名新闻摄影师在试图报道这一事件时也死于交火。1973年10月23日，23岁的陆军下士本哈明·阿尔弗雷多·哈拉米约·鲁斯在巴尔迪维亚阿尔奎韦山区的反叛乱行动中被狙击手枪杀，成为第一个死亡者。1973年10月，智利军队在与MIR游击队和GAP战士的各种冲突中有12人丧生。
虽然政变期间战斗中的死亡人数可能相对较少，但由于持续的抵抗，智利安全部队在接下来的三个月里有162人死亡，数万人在政变期间被捕并被关押在国家体育场。政变后的几年里，估计有40,000名智利人在皮诺切特政权下遭受酷刑。

## 阿连德之死
阿连德总统在政变期间死于拉莫内达宫。军政府正式宣布他是用菲德尔·卡斯特罗送给他的步枪自杀的，拉莫内达宫医务室的两名医生表示他们目睹了自杀，尸检显示阿连德的死亡是自杀。政变的主要煽动者之一，海军中将帕特里西奥·卡瓦哈尔声称“阿连德自杀了，现在已经死了。”总统的医生之一帕特里西奥·吉洪作证说，他目睹阿连德坐在沙发上用步枪射中下巴。
当时，阿连德的支持者中很少有人相信阿连德自杀的解释。阿连德的尸体于2011年5月被挖掘出来。阿连德家族成员要求挖掘尸体，包括他的女儿伊莎贝尔，她认为父亲的死亡问题是“对科学情报的侮辱”。进行了科学尸检，尸检小组于2011年7月19日一致认定阿连德是用AK-47步枪自杀的。该团队由国际法医专家组成，以确保独立评估。
然而，2011年5月31日，智利国家电视台报道称，在一名前军事司法官员的家中发现了阿连德死亡的绝密军事记录。这份300页的文件是在2010年智利地震中房屋被毁时才被发现的。在审阅了这份报告后，两名法医专家告诉智利国家电视台，“他们倾向于得出阿连德是被暗杀的结论。”两名法医学家表示，他们认为阿连德在AK-47之前是被小口径武器枪杀的。一位专家路易斯·拉瓦纳尔指出，他的衣领、毛衣和喉咙上没有血迹，这表明他在死后被别人用AK-47射击。
阿连德的遗孀和家人逃离军政府，流亡到墨西哥，在那里呆了17年。

## 后续

### 新政权建立
9月13日，军政府解散了国会，取缔了人民团结联盟的政党，并宣布所有政治活动“休会”。军政府控制了所有媒体，包括阿连德试图用来向全国发表最后演讲的广播电台。目前尚不清楚有多少智利人在阿连德讲话时真正听到了他的最后一句话，但军政府保留了讲话的文字记录和音频。智利学者莉迪亚·巴尔特拉详细描述了军方如何控制媒体平台，并将其变成自己的“宣传机器”。军方接管后，仅有的两家报纸被允许继续出版，分别是《信使报》和《第三小时报》，这两家报纸在阿连德时期都是反阿连德派。独裁政权对左翼观点的压制超越了媒体，延伸到“每一个表达对政权任何抵抗的话语”。一个例子是民谣歌手维克多·哈拉的折磨和死亡。军政府在政变后的几天内拘留了哈拉。他和其他许多左翼分子一起被关押在国家体育场，即首都圣地亚哥的智利国家体育场。起初，军政府试图通过压碎他的手来让他闭嘴，但最终他被杀死。政变发生后，军方立即要求电视主持人唐·弗朗西斯科报道事件。唐·弗朗西斯科拒绝了这一提议，鼓励与他接触的上尉亲自担任记者。
最初，军政府有四位领导人：除了陆军的奥古斯托·皮诺切特将军外，还有空军的古斯塔沃·雷·古斯曼将军；海军上将何塞·托里维奥·梅里诺·卡斯特罗 （接替宪政主义者海军上将劳尔·蒙特罗）；智利国家警察局局长塞萨尔·门多萨·杜兰（接替宪政主义者局长何塞·玛丽亚·塞普尔韦达）。政变领导人很快决定不实行轮值总统制，并任命皮诺切特将军为军政府的永久首脑。
政变后的几个月里，军政府在历史学家贡萨洛·比亚尔和海军上将帕特里西奥·卡瓦哈尔的著作下，出版了一本名为《智利政府更迭白皮书》的书，试图为政变辩护，声称他们实际上是在预测阿连德政府或其同伙据称正在准备的自我政变（所谓的泽塔计划或Z计划）。历史学家彼得·温表示，中央情报局在捏造阴谋和向智利和国际媒体出售阴谋方面发挥了重要作用。尽管后来被官方认定为政治宣传的产物，但贡萨洛·比亚尔指出，所谓的Z计划与人民团结党的其他现有准军事计划之间存在相似之处，以支持其合法性。
9月13日的一份文件显示，当时哈伊梅·古斯曼已经受命研究制定新宪法。独裁政权的首批措施之一是成立国家青年办公室（SNJ）。这是在1973年10月28日完成的，甚至在1974年3月军政府发表《原则宣言》之前。这是动员民间社会同情者支持独裁政权的一种方式。

### 持续暴力冲突
《第三者报》在头版刊登了一张照片，显示了在康塞普西翁战斗中被俘的奎里奎纳岛营地的囚犯。这张照片的标题指出，其中一些被拘留者是“人民团结”的“当地老板”，而另一些人是“用枪支袭击武装部队的极端分子”。这张照片于2013年在《起诉者》上转载，其中包括阿连德任命的康塞普西翁省最高长官费尔南多·阿尔瓦雷斯（一个月后被处决）的“地方老板”；以及战斗中的“极端分子”，即MIR创始人之一、康塞普西翁大学教授马塞洛·费拉达·德·诺利。
这与康塞普西翁报纸和广播中关于武装部队活动的报道是一致的，这些报道在9月11日至14日期间多次提到与“极端分子”的冲突。科洛科洛的阿隆索·德·埃尔西拉酒店和圣马丁街周围发生了夜间小规模冲突，距离陆军和宪兵行政总部一个街区。最近发表的关于康塞普西翁冲突的证词为目击者对这些行动的沉默提供了几个合理的解释。
除了政治领导人和参与者，政变还影响了许多普通的智利公民。数千人死亡、失踪和受伤。由于他们国家的政治不稳定，许多人搬到了其他地方。加拿大和其他国家一样，成为许多智利公民的主要避难所。在1973年9月11日之后的几个月里，通过一项名为“智利特别运动”的行动，7000多名智利人被重新安置到加拿大。这些难民现在被称为智利加拿大人，人数超过38,000。
美国对政变的看法继续引发争议。从2014年末开始，应参议院军事委员会主席卡尔·莱文的请求，位于华盛顿特区国防大学的美国南方司令部威廉·J·佩里半球防御研究中心（CHDS）一直在接受国防部监察长办公室的调查。内部国家安全告密者的投诉包括，该中心在知情的情况下保护了一名来自智利的CHDS教授，该教授是皮诺切特的前高级顾问，此前他加入了国家情报局/DINA恐怖组织（1976年，该组织在华盛顿特区袭击了一名前智利外交部长，导致两人死亡，其中包括一名美国人）。佛蒙特州民主党参议员派屈克·莱希是《莱希法》的作者，该法禁止美国援助侵犯人权的军事单位和外国安全部队成员，他说：“有报道称，NDU（国防大学）雇佣了有侵犯人权历史的外国军官，包括对平民的酷刑和法外处决，这令人震惊，令人反感。”
9月11日被监禁的祖国与自由党军事组织领导人罗伯托·蒂埃梅对政变的暴力程度感到震惊。尽管他是人民团结的坚定反对者，但他本以为政变会更干净。

### 国际反应
阿根廷总统胡安·多明戈·庇隆谴责政变，称其为“大陆的致命事件”。政变前，庇隆曾警告他的追随者中更激进的人保持冷静，“不要像阿连德那样行事”。阿根廷学生在布宜诺斯艾利斯的智利大使馆抗议政变，其中一部分人高呼他们“准备穿越安第斯山脉”（dispuestos a cruzar la cordillera）。

### 法律影响
一些涉及与古巴贸易的货物运输受到了政府政策决定的影响，随后，根据古巴法律，履行作为运输交付基础的贸易合同是非法的。智利公司IANSA从古巴商业实体Cubazukar购买了糖，几批货物处于运输和交付过程的不同阶段。涉及的船只包括：
- 长滩号（在智利的交付正在进行中，但在船离开前没有完成）
- 大理石岛号（该船正在前往智利的途中，但被改道至其他地方）
- 宙斯盾号（在货物装载之前取消了租赁）

航运合同使用到岸价贸易条款。IANSA起诉Cubazukar未交货。（英格兰）高等法院裁定，IANSA有权就长滩号货物未交付的余额获得损害赔偿，并有权要求退还为大理石岛号货物支付的价款。双方随后的上诉均被驳回。关于宙斯盾号的运输，合同受挫，因此Cubazukar没有违约。

### 中情局解密文件
美國中央情報局（CIA）於2000年11月13日公佈了第三批，也是最後一批有關智利70年代初期政局的解密文件。文件中顯示，美國情報機構在智利1973年發生的軍事政變中，曾秘密資助政變發動者皮諾切特。美國在智利1973年9月11日軍事政變的前3週，決定拿出100萬美元作為反對阿連德勢力的活動資金。也正是由於美國情報機構的介入才導致了一場流血政變，阿連德本人最後選擇自我了斷。
而在此前不久，美國中情局也在國會授權下先後兩次解密了關於美國在智利70年代政壇動盪中的所作所為。在近期內最先解密的一批文件內容曾顯示，皮諾切特執政時期智利秘密警察機構 (DINA) 的頭目曼紐爾·康特雷拉斯曾在1974年至1977年期間為美國中央情報局提供機密情報，美方曾為此於1975年向他支付了一次性酬金。而康特雷拉斯也正是在皮諾切特1973年發動血腥軍事政變後的第二年開始為美國中情局效勞的。1973年，皮諾切特推翻了當時的民選總統後上台執政，在隨後的5年時間裡，康特雷拉斯迅速成為皮諾切特的親信人物，並擔任智利國家安全部門領導人，位高權重。有媒體形容，他在智利的地位和人們對他的懼怕程度僅次於當時的總統皮諾切特。1976年，康特雷拉斯策劃了對當時正在美國訪問的外交部長、皮諾切特的政敵奧爾蘭多·萊特利爾的謀殺計劃，並因此在1993年被判處7年有期徒刑。而就在謀殺案發生一年後的1977年，美國也中斷了與康特雷拉斯的聯繫。
中情局在解密有關文件後向國會提交的一份報告中表示，他們與康特雷拉斯保持聯絡若是被人發現，那將使人們產生“中情局參與了智利獨裁統治”的印象，但“為了完成中情局的使命”，他們也只能冒此風險。報告還矢口否認了尼克遜時期美國政府插手皮諾切特軍事政變。但根據以往解密的文件內容顯示，1970年代尼克松政府的確捲入了發生在智利的推翻民選總統的行動，並為謀殺外長萊特利爾提供了資助。
據一位常駐華盛頓的英國記者表示，這些相繼解密的文件進一步說明了為什麼美國在皮諾切特軍事鎮壓期間對其視而不見，因為“他們對那裡的情況瞭如指掌”。在皮諾切特的獨裁統治期間，智利國內許多人士都遭到了不同程度的迫害，他們在皮諾切特的鐵腕政策下，有的被殘忍殺害，有的神秘消失，有的被流放到國外。而發生在當時9月的一次屠殺中，有近5,000名民選總統的支持者被殺害。
中情局一位發言人在公佈這些文件時說，中央情報局的一切秘密行動都是“按照白宮和情報機構政策協調委員會的指令”進行的。而白宮在這些解密文件公佈當天發表的一項聲明中也承認，“美國政府在這一時期同意採取的行動加劇了（智利）國內政治的分化，從而影響了智利民主選舉和法治的正常進行”。

## 纪念
政变的纪念活动与关于其因果关系的相互竞争的叙述有关。批评者和支持者以各种方式纪念政变。
1975年9月11日，皮诺切特点燃了自由之火（Llama de la Libertad）以纪念政变。这团火焰于2004年熄灭。圣地亚哥普罗维登西亚的新普罗维登西亚大道于1980年更名为9月11日大道。在政变30周年之际，里卡多·拉戈斯总统为莫兰代街80号进入拉莫内达宫的入口揭幕。该入口在轰炸后独裁政权对大楼进行维修时被封闭。

### 四十周年
2013年政变40周年特别激烈。那年，9月11日大道的名称被改为原来的新普罗维登西亚大道。智利治安法官协会于2013年9月初发表公开声明，承认法官过去不愿意保护那些受到独裁迫害的人。2013年9月11日，数百名智利人在圣地亚哥街头装死，纪念被独裁政权“失踪”的人。
中左翼反对派拒绝参加塞巴斯蒂安·皮涅拉右翼政府组织的纪念活动，而是组织了一场单独的活动。社会党的奥斯瓦尔多·安德拉德解释说，出席对方的活动是不可行的，因为皮涅拉政府“挤满了独裁政权的被动同谋”。一些右翼政客也拒绝了邀请。总统候选人米歇尔·巴切莱特计划花一天时间参观记忆与人权博物馆。皮涅拉总统发表了一次不同寻常的演讲，谴责“被动同谋”，如故意改变或遗漏真相的新闻记者，以及拒绝本可以挽救生命的宪法权利保护令的法官。在皮涅拉的演讲中，那些知道事情或本可以知道事情但决定保持沉默的人也被批评为被动的同谋。
智利举办了一些新电影、戏剧和摄影展，以揭示独裁政权的虐待和审查。2013年出版的关于这一主题的新书数量之多，构成了编辑热潮。记忆与人权博物馆还展示了一系列解密的中央情报局、联邦调查局、国防部和白宫记录，说明了美国在独裁和政变中的作用。还举行了关于政变问题的会议和研讨会。2013年，智利电视台播出了关于政变和独裁统治的各种系列节目和对政治家的采访。

### 五十周年

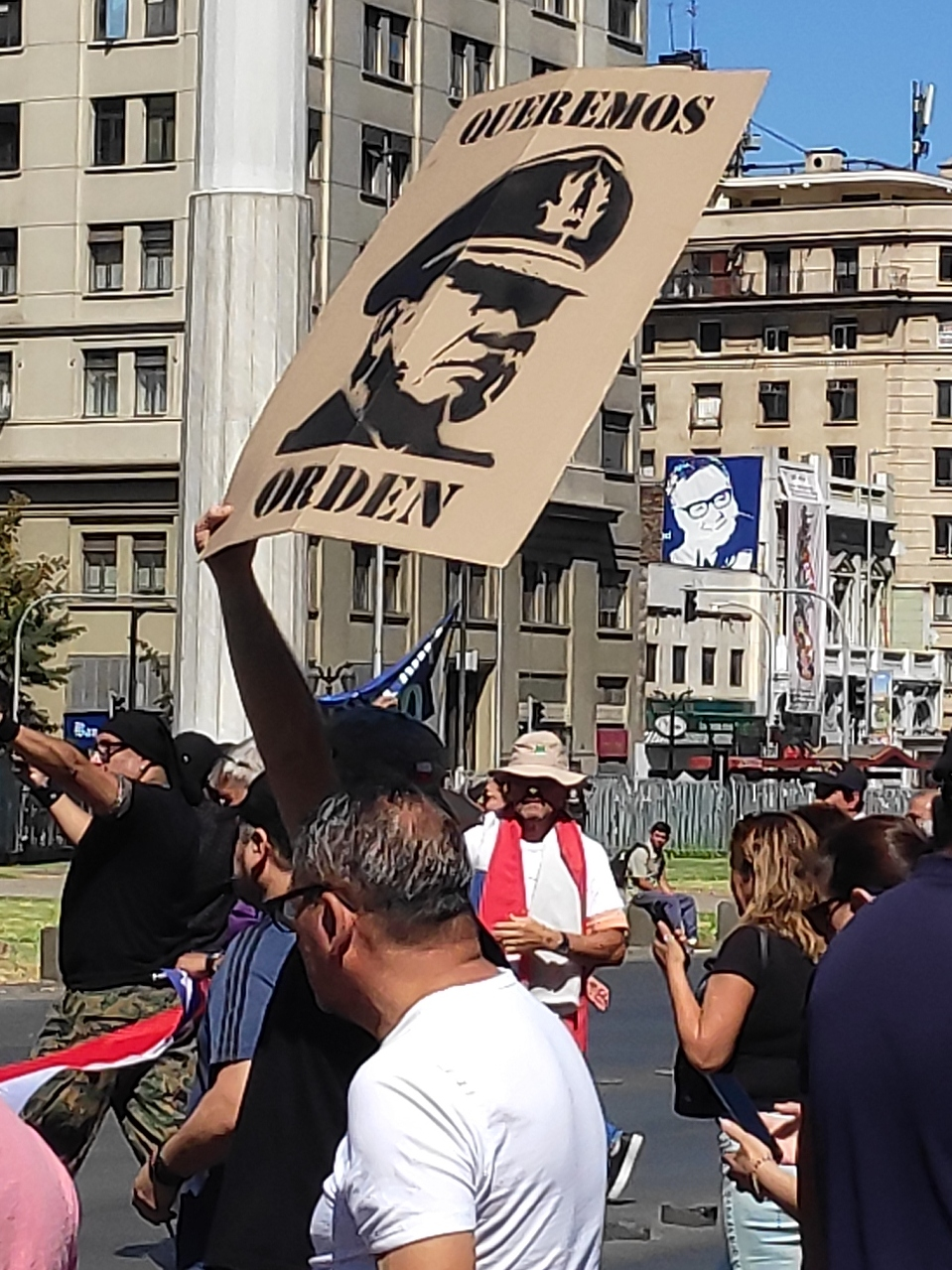
智利政变五十周年，亲皮诺切特派抗议者高举皮诺切特的头像和标语“我们要秩序”，远处则是阿连德的头像，2023年5月

在2023年政变50周年之前，乔·拜登政府领导下的美国终于解密了尼克松总统1973年9月8日至11日与智利有关的每日简报。9月8日的文件写道：“收到了一些报告……表明可能会发生早期军事政变。密谋推翻政府的海军人员现在声称得到陆军和空军的支持。”它还指出，极右翼准军事组织祖国与自由“一直在封锁道路，挑起与国家警察的冲突，加剧了持续罢工和反对派政治行动造成的紧张局势。阿连德总统本周早些时候表示，他相信如果他不改变经济和政治政策，武装部队将要求他辞职。”
在周年纪念日的前一周，智利总统加夫列尔·博里奇与四位在世的前总统爱德华多·弗雷·鲁伊斯-塔格莱、里卡多·拉戈斯、米歇尔·巴切莱特和塞巴斯蒂安·皮涅拉共同签署了一份题为“承诺：为了民主，永远”的宣言，指出智利应该“以更多的民主来应对民主的挑战”，并应该捍卫和促进人权。但右翼反对派称其“有偏见”，并拒绝签署。
在纪念日当天，博里奇、巴切莱特和许多世界领导人，包括墨西哥的安德烈斯·曼努埃尔·洛佩斯·奥夫拉多尔、葡萄牙的安东尼奥·科斯塔、哥伦比亚的古斯塔沃·佩特罗、玻利维亚的卢乔·阿尔塞和乌拉圭的路易斯·拉卡列·波乌出席了在拉莫内达总统府举行的纪念政变及其后果的纪念活动。其他出席的还有乌拉圭前总统何塞·穆希卡和“讨伐体制乐团”吉他手汤姆·莫雷洛，他说美国对政变“负有责任”。
在纪念活动上，博里奇总统表示：
政变或侵犯持不同观点者的人权从来都是不正当的。必须明确指出，政变与随后发生的事件密不可分。侵犯智利男女人权的行为从政变那一刻起就开始了[…]这是一个独裁政权，直到最后[…]和解不是通过（保持）中立或距离来实现的，而是通过明确地与恐怖的受害者站在一起来实现的。亲爱的同胞们，和解并不意味着试图将受害者和肇事者之间的责任等同起来。
调查显示，60%的受访智利人对纪念活动不感兴趣，而另一项民意调查称，近40%的人认为皮诺切特使国家“现代化”。其他数据显示，超过三分之一的智利人认为政变是正当的。